# Zuid-Duits voetbalkampioenschap 1903/04
In 1903/04 werd het zesde voetbalkampioenschap gespeeld dat georganiseerd werd door de Zuid-Duitse voetbalbond. Karlsruher FV werd kampioen en plaatste zich voor de eindronde om de Duitse landstitel.
Karlsruher FV verloor met 6-1 tegen BTuFC Britannia 1892. De club protesteerde echter omdat in de regels stond dat wedstrijden op neutraal terrein gespeeld moesten worden. Omdat dit financieel niet haalbaar was werd de wedstrijd in Berlijn gespeeld. Hierdoor werd de finale om de titel tussen Britannia en VfB Leipzig uiteindelijk niet gespeeld zodat er in 1904 geen Duitse landskampioen was.

## Reguliere competitie

### Midden-Baden
| Plaats | Club                   | Wed. | W | G | V | Saldo | Ptn. |
| ------ | ---------------------- | ---- | - | - | - | ----- | ---- |
| 1.     | Karlsruher FV          | 2    | 2 | 0 | 0 | 13:1  | 4:0  |
| 2.     | FC Frankonia Karlsruhe | 2    | 1 | 0 | 1 | 4:8   | 2:2  |
| 3.     | Karlsruher FC Phönix   | 2    | 0 | 0 | 2 | 4:12  | 0:4  |

|  | Deelname Zuid-Duitse eindronde |

### München
In oktober 1903 werd de Münchense voetbalbond (Münchner Fußball-Bund) opgericht dat dit jaar een stadscompetitie organiseerde. Er werd een herfstronde gespeeld, die door MTV 1879 München gewonnen werd, toch was het FC Bayern München dat aan de Zuid-Duitse eindronde zou deelnemen.
| Plaats | Club                       | Wed. | W | G | V | Saldo | Ptn. |
| ------ | -------------------------- | ---- | - | - | - | ----- | ---- |
| 1.     | MTV München 1879           |      |   |   |   |       |      |
| 2.     | FC Bayern München          | 6    | 4 | 0 | 2 | 21:11 | 8:4  |
| 3.     | Internationaler SC München |      |   |   |   |       |      |
| 4.     | FC Bavaria 1899 München    |      |   |   |   |       |      |
| 5.     | TS München 1887            |      |   |   |   |       |      |
| 6.     | 1. Münchner FC 1896        |      |   |   |   |       |      |
| 7.     | TV 1860 München            |      |   |   |   |       |      |

|  | Deelname Zuid-Duitse eindronde |

### Opperrijn
| Plaats | Club               | Wed. | W | G | V | Saldo | Ptn. |
| ------ | ------------------ | ---- | - | - | - | ----- | ---- |
| 1.     | Straßburger FV     | 3    | 3 | 0 | 0 | 19:6  | 6:0  |
| 2.     | Freiburger FC      | 3    | 2 | 0 | 1 | 15:7  | 4:2  |
| 3.     | FC Mülhausen 1893  | 3    | 0 | 1 | 2 | 5:13  | 1:5  |
| 4.     | FC Donar Straßburg | 3    | 0 | 1 | 2 | 8:21  | 1:5  |

|  | Deelname Zuid-Duitse eindronde |

### Palts
| Plaats | Club                        | Wed. | W | G | V | Saldo | Ptn. |
| ------ | --------------------------- | ---- | - | - | - | ----- | ---- |
| 1.     | Mannheimer FG 1896          | 3    | 3 | 0 | 0 | 18:0  | 6:0  |
| 2.     | Mannheimer FC Viktoria 1897 | 3    | 2 | 0 | 1 | 7:9   | 4:2  |
| 3.     | Mannheimer FG Germania 1897 | 3    | 1 | 0 | 2 | 3:10  | 2:4  |
| 4.     | Mannheimer FG Union 1897    | 3    | 0 | 0 | 3 | 5:14  | 0:6  |

|  | Deelname Zuid-Duitse eindronde |

### Zwaben
| Plaats | Club                      | Wed.           | W              | G              | V              | Saldo          | Ptn.           |
| ------ | ------------------------- | -------------- | -------------- | -------------- | -------------- | -------------- | -------------- |
| 1.     | FC Stuttgarter Cickers    | 3              | 3              | 0              | 0              | 11:0           | 6:0            |
| 2.     | Stuttgarter FC 1894       | 3              | 2              | 0              | 1              | 10:9           | 4:2            |
| 3.     | Süddeutscher FC Stuttgart | 3              | 0              | 1              | 2              | 4:10           | 1:5            |
| 4.     | FC Karlsvorstadt          | 3              | 0              | 1              | 2              | 2:8            | 1:5            |
| 5.     | Privater TV Ulm           | Teruggetrokken | Teruggetrokken | Teruggetrokken | Teruggetrokken | Teruggetrokken | Teruggetrokken |

|  | Deelname Zuid-Duitse eindronde |

## Eindronde

### Deelnemers aan de eindronde
| Club                         | Competitie                |
| ---------------------------- | ------------------------- |
| Frankfurter FC Germania 1894 | Kampioen Main             |
| Karlsruher FV                | Kampioen Midden-Baden     |
| FC Bayern München            | Vertegenwoordiger München |
| Straßburger FV               | Kampioen Opperrijn        |
| Mannheimer FG 1896           | Kampioen Palts            |
| FC Stuttgarter Cickers       | Kampioen Zwaben           |

### Eerste Ronde
|                 |                |       |               |             |
| 31 januari 1904 | Straßburger FV | 1 - 1 | Karlsruher FV | Straatsburg |
| 31 januari 1904 |                |       |               | Straatsburg |

Replay
|                  |                |       |               |             |
| 14 februari 1904 | Straßburger FV | 1 - 4 | Karlsruher FV | Straatsburg |
| 14 februari 1904 |                |       |               | Straatsburg |

|                 |                        |       |                   |     |
| 31 januari 1904 | FC Stuttgarter Cickers | 2 - 0 | FC Bayern München | Ulm |
| 31 januari 1904 |                        |       |                   | Ulm |

|               |                              |       |                    |  |
| 20 maart 1904 | Frankfurter FC Germania 1894 | 4 - 0 | Mannheimer FG 1896 |  |
| 20 maart 1904 |                              |       |                    |  |

### Halve Finale
|               |               |       |                        |             |
| 13 maart 1904 | Karlsruher FV | 2 - 0 | FC Stuttgarter Cickers | Straatsburg |
| 13 maart 1904 |               |       |                        | Straatsburg |

Germania Frankfurt had een bye en moest nog in de eerste ronde aantreden na dat deze wedstrijd gespeeld werd.

### Finale
|               |                                  |       |                              |          |
| 27 maart 1904 | Karlsruher FV                    | 5 - 0 | Frankfurter FC Germania 1894 | Mannheim |
| 27 maart 1904 | Wetzler , Heck Zinser Holdermann |       |                              | Mannheim |